# Вестпорт (Вашингтон)
Вестпорт (енгл. Westport) град је у америчкој савезној држави Вашингтон. По попису становништва из 2010. у њему је живело 2.099 становника.

## Демографија
Према попису становништва из 2010. у граду је живело 2.099 становника, што је 38 (1,8%) становника мање него 2000. године.
| Група             | 2000.         | 2010.         |
| Белци             | 1.937 (90,6%) | 1.785 (85,0%) |
| Афроамериканци    | 7 (0,3%)      | 18 (0,9%)     |
| Азијати           | 20 (0,9%)     | 23 (1,1%)     |
| Хиспаноамериканци | 64 (3,0%)     | 154 (7,3%)    |
| Укупно            | 2.137         | 2.099         |